# Глутарова кислота
Глутарова кислота – хімічна органічна сполука з формулою C3H6(COOH)2. На відміну від інших дикарбонових кислот із нерозгалуженим ланцюгом, таких як адипінова та бурштинова кислоти, глутарова кислота добре розчинна у воді (до 50 % w/w).

## Біохімія
Глутарова кислота утворюється в організмі в процесі метаболізму деяких амінокислот, таких як лізин та триптофан. Дефекти цього метаболічного шляху можуть призвести до розвитку захворювання глутарова асидурія (англ. glutaric aciduria), коли токсичні побічні продукти призводять до розвитку енцефалопатії.

## Синтез
Глутарова кислота може бути синтезована із бутиролактону через реакцію розкриття циклу під дією ціаніду калію. Змішаний карбоксилат-нітрил, що утворюється, гідролізує до цільової дикарбонової кислоти. Альтернативним методом є гідроліз та окиснення дигідропірану. Глутарова кислота також може бути синтезована з 1,3-дибромпропану у дві стаді через нуклеофільне заміщення атомів брому на нітрильні групи під дією ціаніду калію та подальший гідроліз утвореного дінітрилу.

## Застосування
1,5-Пентадіол, широко вживаний пластифікатор та прекурсор поліестерів, виробляють шляхом гідрогенування глутарової кислоти та її похідних.
Глутарова кислота сама по собі використовується у виробництві полімерів.

## Безпека
Глутарова кислота може подразнювати шкіру та слизові оболонки. Вона також може бути токсичною, якщо потрапить всередину організму.